# درتی رپ
درتی رپ (انگلیسی: Dirty rap) یا رپ کثیف، پورنو رپ و سکس رپ یک زیر سبک از موسیقی هیپ هاپ است که شامل محتوای غنایی و عمدتاً حول موضوعات صریح جنسی است.
اشعار این سبک اغلب روشن و با جزئیات گیرا و پر واقعیت هستند و گاهی اوقات تا حدی خنده دار یا توهین آمیز است. درتی رپ از ابتدا غالباً دارای صدای مشخصی بیس محور بود که از صحنه محبوب رپ میامی بیس ناشی می‌شد. با این حال درتی رپ اخیراً تحت تأثیر بالتیمور کلاب، گتو هاوس و گتوتک قرار گرفته‌است. همچنین بسیاری از ترانه‌های درتی رپ از سال ۲۰۰۰ به عنوان موسیقی متن فیلم‌های پورنوگرافی مورد استفاده قرار گرفته و جایگزین مرسوم شیار پورنو شده‌است.